# Amerikaanse auto in 1992
Dit artikel geeft een overzicht van alle Amerikaanse en Australische personenwagens die in 1992 op de markt kwamen. De auto's staan alfabetisch gerangschikt per merk.

## Noord-Amerika
| Cadillac |                  | concern:                  | General Motors Verenigde Staten |
| Cadillac | divisie:         |                           |                                 |
| Cadillac | merk:            | Cadillac Verenigde Staten |                                 |
| Cadillac | model:           | Eldorado                  |                                 |
| Cadillac | einde productie: | 2002                      |                                 |
| Cadillac | productieaantal: | ?                         |                                 |

| Cadillac |                  | concern:                  | General Motors Verenigde Staten |
| Cadillac | divisie:         |                           |                                 |
| Cadillac | merk:            | Cadillac Verenigde Staten |                                 |
| Cadillac | model:           | Seville                   |                                 |
| Cadillac | einde productie: | 1997                      |                                 |
| Cadillac | productieaantal: | ?                         |                                 |

| Chevrolet |                  | concern:                   | General Motors Verenigde Staten |
| Chevrolet | divisie:         |                            |                                 |
| Chevrolet | merk:            | Chevrolet Verenigde Staten |                                 |
| Chevrolet | model:           | Blazer K5                  |                                 |
| Chevrolet | einde productie: | 1994                       |                                 |
| Chevrolet | productieaantal: | ?                          |                                 |

| Chevrolet |                  | concern:                   | General Motors Verenigde Staten |
| Chevrolet | divisie:         |                            |                                 |
| Chevrolet | merk:            | Chevrolet Verenigde Staten |                                 |
| Chevrolet | model:           | Suburban                   |                                 |
| Chevrolet | einde productie: | 1999                       |                                 |
| Chevrolet | productieaantal: | ?                          |                                 |

| Dodge |                  | concern:                                                                               | Chrysler Corporation Verenigde Staten |
| Dodge | divisie:         |                                                                                        |                                       |
| Dodge | merk:            | Dodge Verenigde Staten                                                                 |                                       |
| Dodge | model:           | Viper RT/10 Roadster (SR I; 1e generatie; in Europa als Chrysler Viper RT/10 verkocht) |                                       |
| Dodge | einde productie: | 1995                                                                                   |                                       |
| Dodge | productieaantal: | 6709                                                                                   |                                       |

| Ford |                  | concern:              | onafhankelijk |
| Ford | divisie:         |                       |               |
| Ford | merk:            | Ford Verenigde Staten |               |
| Ford | model:           | Bronco                |               |
| Ford | einde productie: | 1996                  |               |
| Ford | productieaantal: | ?                     |               |

| Ford |                  | concern:              | onafhankelijk |
| Ford | divisie:         |                       |               |
| Ford | merk:            | Ford Verenigde Staten |               |
| Ford | model:           | F-Series              |               |
| Ford | einde productie: | 1996                  |               |
| Ford | productieaantal: | ?                     |               |

| Ford |                  | concern:                                                         | onafhankelijk |
| Ford | divisie:         |                                                                  |               |
| Ford | merk:            | Ford Verenigde Staten                                            |               |
| Ford | model:           | Ranger tweedeur regular cab / verlengde Super Cab (2e generatie) |               |
| Ford | einde productie: | 1997                                                             |               |
| Ford | productieaantal: | ?                                                                |               |

| GMC |                  | concern: | General Motors Verenigde Staten |
| GMC | divisie:         | |                                 |
| GMC | merk:            | GMC Verenigde Staten                                                                                                |                                 |
| GMC | model:           | Typhoon driedeur-suv (sportiever variant van de S-15 Jimmy, een zustermodel van de Chevrolet S-10 Blazer, uit 1990) |                                 |
| GMC | einde productie: | 1993 |                                 |
| GMC | productieaantal: | 4697 |                                 |

| Jeep |                  | concern: | Chrysler Corporation Verenigde Staten |
| Jeep | divisie:         | |                                       |
| Jeep | merk:            | Jeep Verenigde Staten                                                                                              |                                       |
| Jeep | model:           | Grand Cherokee vijfdeur-suv (1e generatie; vanaf oktober 1994 ook bij Steyr-Fahrzeugtechnik in Oostenrijk gebouwd) |                                       |
| Jeep | einde productie: | 22 mei 1998 (Noord-Amerika)                                                                                        |                                       |
| Jeep | productieaantal: | 1.662.552 (Noord-Amerika)                                                                                          |                                       |

| Mercury |                  | concern:                 | Ford Motor Company Verenigde Staten |
| Mercury | divisie:         |                          |                                     |
| Mercury | merk:            | Mercury Verenigde Staten |                                     |
| Mercury | model:           | Sable                    |                                     |
| Mercury | einde productie: | 1995                     |                                     |
| Mercury | productieaantal: | ?                        |                                     |

| Mercury |                  | concern:                 | Ford Motor Company Verenigde Staten |
| Mercury | divisie:         |                          |                                     |
| Mercury | merk:            | Mercury Verenigde Staten |                                     |
| Mercury | model:           | Villager                 |                                     |
| Mercury | einde productie: | 2002                     |                                     |
| Mercury | productieaantal: | ?                        |                                     |

| Oldsmobile |                  | concern:                    | General Motors Verenigde Staten |
| Oldsmobile | divisie:         |                             |                                 |
| Oldsmobile | merk:            | Oldsmobile Verenigde Staten |                                 |
| Oldsmobile | model:           | 88                          |                                 |
| Oldsmobile | einde productie: | 1999                        |                                 |
| Oldsmobile | productieaantal: | ?                           |                                 |

## Latijns-Amerika
| Chevrolet |                  | concern:                                                 | General Motors Verenigde Staten |
| Chevrolet | divisie:         | General Motors do Brasil Brazilië                        |                                 |
| Chevrolet | merk:            | Chevrolet Verenigde Staten                               |                                 |
| Chevrolet | model:           | Omega sedan (1e generatie; gebaseerd op de Opel Omega A) |                                 |
| Chevrolet | einde productie: | 1998                                                     |                                 |
| Chevrolet | productieaantal: | ?                                                        |                                 |

| Chevrolet |                  | concern:                                                                               | General Motors Verenigde Staten |
| Chevrolet | divisie:         | General Motors do Brasil Brazilië                                                      |                                 |
| Chevrolet | merk:            | Chevrolet Verenigde Staten                                                             |                                 |
| Chevrolet | model:           | Suprema (1e generatie; stationwagenvariant van de Omega; gebaseerd op de Opel Omega A) |                                 |
| Chevrolet | einde productie: | 1998                                                                                   |                                 |
| Chevrolet | productieaantal: | ?                                                                                      |                                 |

| GMC |                  | concern: | General Motors Verenigde Staten |
| GMC | divisie:         | General Motors do Brasil Brazilië |                                 |
| GMC | merk:            | GMC Verenigde Staten |                                 |
| GMC | model:           | Chevette twee- en vierdeursedan (badge-engineered Chevrolet Chevette voor de Argentijnse markt) 500 tweedeurpick-up (variant van de sedan; buiten Argentinië als Chevrolet 500 verkocht) |                                 |
| GMC | einde productie: | 1995 |                                 |
| GMC | productieaantal: | ? |                                 |

## Australië
| Holden |                  | concern: | General Motors Verenigde Staten |
| Holden | divisie:         | |                                 |
| Holden | merk:            | Holden Australië                                                                                                 |                                 |
| Holden | model:           | Jackaroo suv (2e generatie; badge-engineered 2e generatie Isuzu Trooper; het topmodel werd ook Monterey genoemd) |                                 |
| Holden | einde productie: | ca. 2002 |                                 |
| Holden | productieaantal: | ? |                                 |